# Континентальний біогеографічний регіон

Біогеографічні регіони Європи й Туреччини: арктичний, бореальний, атлантичний, континентальний, альпійський, паннонський, середземноморський, макаронезійський, степовий, чорноморський та анатолійський регіони

Континентальний біогеографічний регіон — це біогеографічний регіон Європи, який простягається широкою смугою зі сходу на захід через центр континенту.

## Обсяг
Континентальний регіон простягається від центральної Франції до Уральських гір. Південна частина цього регіону майже повністю відокремлена від більшої північної частини Альпами та Карпатами Альпійського регіону та рівнинами Паннонського регіону. Понад 25% Європейського Союзу знаходиться в Континентальному регіоні.

## Середовище
Клімат, як правило, жаркий влітку і холодний взимку, з меншими коливаннями температури на заході, де Атлантичний океан має помірний вплив. Землі, як правило, рівнинні на півночі й горбисті на півдні, за винятком широких заплав річок Дунай і По.
Після відступу льодовиків останнього льодовикового періоду регіон був укритий заболоченими угіддями та листяними буковими лісами. Ліси в основному були вирубані, щоб звільнити місце для сільського господарства, а річки були каналізовані, що значно зменшило число водно-болотних угідь. Померанія в Польщі та східній Німеччині все ще малонаселена і містить багато озер, боліт і болотистих місцевостей. Південна частина континентального регіону має багато спільного з нижніми рівнями альпійського регіону та середземноморським регіоном.
Попри перетворення людиною, Континентальний регіон все ще відносно багатий на біорізноманіття. Перебуваючи на перехресті між багатьма різними біогеографічними зонами, він поділяє багато видів з іншими регіонами. Після останнього льодовикового періоду рослини і тварини заселили Центральну Європу різними шляхами. Деякі повернулися з Альп і Карпат, інші мігрували на північ із Середземного моря або з Балканського півострова. Ще інші прийшли зі сходу. Отримане в результаті різноманітність рослин, тварин і типів середовищ існування є надзвичайно високим, навіть якщо небагато є справді ендемічних для регіону.
З точки зору використання людиною, рівень населення, як правило, високий. Центральна Європа протягом багатьох років була промисловим центром Європи, забезпечуючи значну частину свого вугілля, залізної руди, міді та сталі.

## Види
У Континентальному регіоні мешкає 184 тварини та 102 рідкісні рослини, зазначені в Директиві, а також понад третину птахів, перерахованих у Додатку I Директиви про птахів. Багато з них асоціюються з характерними для регіону буковими, дубовими та грабовими лісами. Типовими видами птахів є жовна чорна (Dryocopus martius), шуліка рудий (Milvus milvus), орябок (Bonasa bonasia), мухоловка білошия (Ficedula albicollis) та ін. Під кронами дерев безліч видів комах і рослин знайшли собі нішу серед широкого спектра лісових мікрооселищ. 
Через велику кількість річок, боліт, заплавних лук та інших водно-болотних місць проживання в континентальному регіоні прісноводні види також добре представлені. Видра річкова (Lutra lutra) наприклад, все ще є відносно поширеною, попри тиск забруднення і втрати середовища проживання. Понад дві третини видів риб, які перераховані в Директиві трапляються тут, включаючи рідкісних ендеміків, таких як чіп звичайний (Zingel zingel) і лосось дунайський (Hucho hucho).
Континентальний регіон також містить багато рідкісних амфібій. Вісім видів, перерахованих у Директиві, живуть лише в італійському басейні По. Це рідкісний підвид часничниці (Pelobates fuscus insubricus) два види печерних саламандр Speleomantes ambrosii і Speleomantes strinatii, а також ольм (Proteus anguinus).
Вологі луки особливо багаті на види рослин і включають такі рідкісні рослини, як Campanula bohemica і Gentianella germanica.